# ソーダレビ沸石
ソーダレビ沸石（ソーダレビふっせき、 Lévyne-Na）は、1972年に発表された日本産新鉱物で、新潟大学の岩石学者島津光夫と溝田忠人により、長崎県壱岐島の長者原（ちょうじゃばる）地域から発見された。 化学組成はNa6(Si12Al6)O36・18H2Oで、三方晶系。レビ沸石(Lévyne)のグループに属し、カルシウムやカリの入る位置にナトリウムが卓越した種である。1997年に国際鉱物学連合の新鉱物・鉱物名委員会の沸石(Zeolite)を検討する小委員会の再定義により、島津・溝田の記載種が新鉱物と認められ，長者原が模式地と認定された。